# Vera Junker
Vera Junker (* 1. Juni 1961 in Münster) ist eine deutsche Juristin, politische Beamtin und Politikerin (SPD). Von 2019 bis 2021 war sie Staatssekretärin in der Berliner Senatsverwaltung für Finanzen.

## Leben

### Ausbildung und Beruf
Junker nahm nach ihrem Abitur (1980) ein Studium der Rechtswissenschaft auf, welches sie 1985 mit dem Ersten Juristischen Staatsexamen abschloss. Ihren Referendardienst absolvierte sie zwischen 1987 und 1990 im Landgerichtsbezirk Münster und legte anschließend ihr Zweites Juristisches Staatsexamen (1990) ab. In der Folge begann sie als Regierungsrätin zur Ausbildung in der Finanzverwaltung des Landes Nordrhein-Westfalen, ehe sie bereits 1991 als Staatsanwältin zur Staatsanwaltschaft Berlin wechselte, wo sie bis 2002 als Dezernentin im Bereich Wirtschaftsstrafsachen fungierte. Von 2003 bis 2006 war sie ebendort Gruppenleiterin und übernahm die Funktion der Dezernentin und Abteilungsleitungsvertreterin im Bereich Wirtschaftsstrafsachen. 2006 wurde Junker zur Oberstaatsanwältin befördert und übernahm in dieser Rolle die Abteilungsleitung für Wirtschaftsstrafsachen; eine weitere Beförderung erfolgte 2010, sie übernahm die Position der Leitenden Oberstaatsanwältin in der Generalstaatsanwaltschaft Berlin. In dieser Position fungierte sie als Abteilungsleiterin im Bereich Beschwerdesachen, Revisionen/Rechtsbeschwerden, Dienstaufsicht über die Staatsanwaltschaft Berlin.
Seit Juli 2025 ist sie als Rechtsanwältin zugelassen. Schwerpunktgebiete: allgemeines Strafrecht, Wirtschaftsstrafrecht, Vertretung von Opfern in Strafsachen.

### Politische Ämter
Junker trat 1977 in die Sozialdemokratische Partei Deutschlands ein. In der Partei war sie zwischen 2000 und 2012 stellvertretende Vorsitzende der Abteilung Hermsdorf, seit 2012 fungiert sie als Beisitzerin. Von 2002 bis 2006 war sie Bürgerdeputierte im Sozialausschuss der Bezirksverordnetenversammlung Reinickendorf, von 2006 bis 2009 im Ausschuss für Bürgerdienst sowie Ordnungs- und allgemeine Verwaltungsangelegenheiten. Innerhalb des Berliner Landesverbandes der SPD war sie von 2003 bis 2010 stellvertretende Vorsitzende des Fachausschusses Inneres und Recht, engagierte sich von 2004 bis 2012 als Mitglied im Kreisvorstand SPD in Reinickendorf. Zudem war sie in verschiedenen Funktionen im Bundes- und Landesvorstand der Arbeitsgemeinschaft sozialdemokratischer Juristinnen und Juristen tätig, unter anderem von 2007 bis 2014 als Landesvorsitzende von Berlin. Seit 2012 ist Junker Mitglied der Statutenkommission des SPD-Landesvorstandes Berlin sowie seit 2014 Kreisdelegierte der SPD Reinickendorf.
Am 10. September 2019 wurde Junker von Senator Matthias Kollatz zur Staatssekretärin der Berliner Senatsverwaltung für Finanzen berufen. Sie übernahm die Nachfolge von Margaretha Sudhof, die im Juli 2019 als Staatssekretärin in das von Christine Lambrecht geleitete Bundesministerium der Justiz und für Verbraucherschutz gewechselt war. Im Zuge der Bildung des Senats Giffey schied sie im Dezember 2021 aus dem Amt aus.

### Privates
Junker ist verheiratet.